# 阿姆斯特丹莱利巷车站
阿姆斯特丹莱利巷车站（荷蘭語：Station Amsterdam Lelylaan），为荷兰阿姆斯特丹的一座火車站。車站於於1986年6月1日啟用，位於荷蘭鐵路阿姆斯特丹－史基浦鐵路上，可轉乘阿姆斯特丹地铁50号线、阿姆斯特丹地铁51号线。